# رستوران کرایترین
رستوران کرایترین (انگلیسی: Criterion Restaurant) یک رستوران مجلل و مشهور در پیکدیلی سرکس لندن است که توسط «توماس وریتی» و در سبک معماری نئوبیزانسی، طراحی و در سال ۱۸۷۳ میلادی آغاز به‌کار کرد.
این رستوران در زمرهٔ بناهایی فهرست‌شدهٔ درجه دوم بریتانیا قرار دارد و یکی از قدیمی‌ترین و تاریخی‌ترین رستوران‌های جهان است.